# Komala Partij van Iraans Koerdistan
Komala Partij van Iraans Koerdistan (Koerdisch: کۆمەڵەی شۆڕشگێڕی زەحمەتکێشانی کوردستانی ئێران; Komełey Şorrişgêrrî Zehmetkêşanî Kurdistanî Êran; Perzisch: حزب کومەلە کردستان ایران) is een politieke partij die actief is in de regio Iraans-Koerdistan. Komala heeft een sociaaldemocratische signatuur.   Komala strijdt voor een Iraans federaal territorium met een seculiere regering die de democratische beginselen volgt. Abdulla Mohtadi is de partijleider. Komala werd opgericht in 1969 en was enige tijd de belangrijkste Iraans-Koerdische partij na de Democratische Partij van Iraans Koerdistan (KDPI) maar heeft sindsdien veel aan kracht ingeboet.

## Geschiedenis
Komala werd in oktober 1969 in het geheim opgericht door een aantal uiterst linkse studenten aan de Universiteit van Teheran afkomstig waren uit vooraanstaande families. Pas in 1978, ten tijde van de Islamitische Revolutie, trad de partij in de openbaarheid. Na de val van de sjah bond men de (gewapende) strijd aan met het nieuwe islamitische regime in Teheran. Naast de Democratische Partij van Iraans Koerdistan (PDKI) ontwikkelde Komala zich tot de voornaamste Koerdisch nationalistische partij in Iran. Anders dan de PDKI streeft Komala naar een socialistische Koerdische staat. In de jaren tachtig kwam het herhaaldelijk tot een treffen tussen de milities van de beide partijen waarbij honderden doden vielen. In 1987 besloten beide partijen om een einde te maken aan het onderlinge geweld en om samen te gaan werken. Deze samenwerking verliep echter moeizaam.
Een orthodox-marxistische vleugel sloot zich in 1983 aan bij de Communistische Partij van Iran en vormt sindsdien de Komala Koerdistan Organisatie van de Communistische Partij van Iran.
In 2000 heeft zich een factie van de CPI afgescheiden en de naam Komala Partij van Iraans Koerdistan aangenomen. Sinds 2000 strijdt deze groepering als sociaaldemocratische partij voor een Iraanse democratische federale staat.
Sinds 2019 is Komala lid van de Iraanse Overgangsraad.

## Ideologie
De oprichters van Komala sympathiseerden met het maoïsme. In 1979 werd het maoïsme echter afgewezen en bekende men zich tot het marxisme. Tegenwoordig maakt het marxisme-leninisme geleidelijk plaats voor de sociaaldemocratie. De partij heeft een seculier karakter.

## Internationaal
Sinds 2013 is Komala lid van de internationale organisatie Progressieve Alliantie en tevens van de Socialistische Internationale.
Komala heeft in Nederland een afdeling met een kantoor in Den Haag.
Komala heeft met internationale organisaties zoals Geneva Call overeenkomsten gesloten over het gebruik van geweld. Komala is lid van de Organisatie van Niet-Vertegenwoordigde Naties en Volkeren (UNPO).